# 旧金山的最后一个黑人
《旧金山的最后一个黑人》（英語：The Last Black Man in San Francisco）是一部2019年的美国喜劇剧情片，乔·塔尔博特执导及制片（本片是其导演处女作），吉米·费尔斯及塔尔博特编剧，剧情部分的源自费尔斯的亲身经历。该片由费尔斯、乔纳森·梅杰斯、丹尼·格洛弗、蒂琪娜·阿诺、罗布·摩根、迈克·艾普斯、芬·韦特罗克出演。该片讲述了黑人青年吉米试图要回他家族的房子的故事。

## 剧情
吉米·费尔斯是一位住在旧金山湾区的黑人青年，常在城里游荡，见证着城市的变迁。菲尔莫尔区有一座一对老夫妇所住的维多利亚式房屋，这是吉米童年的居所，据说是由他祖父在1946年建造。然而拆迁者要改造这里。吉米和好友蒙特去找当地的房地产经纪人，并利用机会参观了房子。
一天晚上，蒙特邀请他和吉米共同的童年老友科菲来这座房子共度一晚，第二天科菲与人争执被枪杀。后来，房产经纪人张贴了出售房子的标志，蒙特找经纪人理论，结果被告知房子并非由吉米的祖父建造，并且出示了它实际上是建于1850年代的证据。
蒙特撰写了以科菲之死为剧情的剧本，并在老房子里演出，吉米邀请众人观看。他还将房产归属的真相告诉了吉米，吉米说他本来就知道。吉米与蒙特重聚后，二人与艾伦爷爷一起看了电视。醒来后吉米已离去，留下纸条感谢蒙特做了他最好的朋友。

## 外部連結
- 官方网站
- 互联网电影数据库（IMDb）上《旧金山的最后一个黑人》的资料（英文）
- 爛番茄上《旧金山的最后一个黑人》的資料（英文）
- AllMovie上《旧金山的最后一个黑人》的资料（英文）
- Metacritic上《旧金山的最后一个黑人》的資料（英文）
- 開眼電影網上《旧金山的最后一个黑人》的資料（繁體中文）
- 豆瓣电影上《旧金山的最后一个黑人》的資料 （简体中文）
- 时光网上《旧金山的最后一个黑人》的資料（简体中文）